# Korol' i Šut
Korol' i Šut (in russo Король и Шут?) è stato un gruppo musicale russo formatosi nel 1988 e scioltosi nel 2014.

## Storia del gruppo
Nata a Leningrado sotto progettazione di tre compagni di classe, la formazione ha ricevuto la prima nomination per l'MTV Russia Music Award al miglior artista rock nell'edizione del 2005.
L'album in studio Teatr demona, numero due nella classifica russa, è stato venduto più di 6 825 volte a livello nazionale nel corso del 2010; conseguendo il 33º posto nella classifica annuale della Nacional'naja Federacija Muzykal'noj Industrii.
Sono stati successivamente pubblicati i dischi TODD. Akt. 1. Prazdnik krovi e TODD. Akt. 2. Na kraju, entrambi arrivati all'interno delle prime 10 posizioni nella Federazione Russa. Dopo la morte del membro Goršok avvenuta nel luglio 2013, è stato intrapreso un tour d'addio nella stagione autunnale dello stesso anno.
Nella prima metà del 2023 è stata realizzata una serie TV incentrata sul gruppo, seguita subito dopo da un tour sinfonico; il loro catalogo ha così registrato una crescità di popolarità su Yandex Music. La serie è stata portata come esempio di «contenuto di qualità» e «duraturo» in un articolo di Forbes Russia riguardante le strategie adottate per la crescita del mercato russo di intrattenimento durante l'invasione dell'Ucraina.
Le tracce Kukla kolduna (1999) e Lesnik (1997) sono entrambe comparse nella top 50 della neonata Top Internet Hits Russia Weekly Chart della Tophit nel maggio 2025.

## Formazione
- Goršok – voce (1988-2013)
- Knjaz' – voce (1989-1993; 1995-2011)
- Poručik – batteria (1988-1992; 1995-2013)
- Balu – chitarra (1988-1996), voce (1993-1995), basso elettrico, cori (1996-2006)
- Jaša – chitarra, cori (1996-2013)
- Paša – ingegnere del suono (1997-2007), tastiera (1988; 2007-2013)
- Renegat – voce, chitarra, cori (2001-2006; 2011-2013)
- Maša – violino (1998-2004)
- Zachar – basso elettrico (2006-2013)
- Casper – violino, cori (2006-2011)

## Discografia

### Album in studio
- 1994 – Bud' kak doma, putnik
- 1996 – Kamnem po golove
- 1998 – Korol' i Šut
- 2000 – Geroi i zlodei
- 2001 – Kak v staroj skazke
- 2002 – Žal', net ruž'ja
- 2004 – Bunt na korable
- 2006 – Prodavec košmarov
- 2007 – Ten' klouna
- 2010 – Teatr demona
- 2011 – TODD. Akt. 1. Prazdnik krovi
- 2012 – TODD. Akt. 2. Na kraju

### Album dal vivo
- 1999 – Eli mjaso mužiki
- 2002 – Live in Kiev
- 2003 – Mërtvyj anarchist
- 2018 – Koncert v Olimpijskom

### Album video
- 2001 – Živaja kollekcija

### Colonne sonore
- 2023 – Korol' i Šut. Oficial'nyj saundtrek. Čast' 1

### Raccolte
- 1998 – Akustičeskij al'bom
- 2007 – Strašnye skazki